# Porto Ravenna Volley
El Porto Ravenna Volley fue un equipo de voleibol italiano de la ciudad de Rávena.

## Historia
El equipo nace en 1987 adquirendo los derechos deportivos del Casadio Ravenna y participando en la Segunda División de Italia. En la temporada siguiente ascende en Serie A1 y gracias a la aportación de jugadores como Andrea Gardini, Karch Kiraly y Steve Timmons (todos incluidos en la Volleyball Hall of Fame) gana el campeonato 1990-91. A nivel nacional en las décadas de los 90 consigue solamente una  Copa de Italia, sin embargo  a nivel europeo llega por cuatro veces en seguida (1991-92 – 1994-95) hasta la final de  Champions League ganando las tres primeras. Además levanta por dos veces la Supercopa de Europa y el Mundial de Clubes de 1991.  Su último título en absoluto fue la  Copa CEV en la temporada 1996/1997.

En la temporada 2000-01 el Trentino Volley adquidere los derechos deportivos del club en plena crisis financiaría; tras unas fusiones y  las participaciones en las divisione menores de Italia, en julio de 2013 el equipo se funde con el Robur Ravenna creando el Porto Robur Costa actualmente en Serie A1.

## Palmarés
- Campeonato de Italia (1)

1990-91
2° lugar (1) : 1991-92
- Copa de Italia (1)

1990-91
- Champions League (3)

1991-92, 1992-93, 1993-94
2° lugar (1) : 1994-95
- Supercopa de Europa (2)

1992, 1993
2° lugar (1) : 1994
3° lugar (1) : 1997
- Copa CEV/Challenge Cup (1)

1996/1997
- Copa Mundial de Clubes (1)

 1991 